# Ley T6
Ley T6 war ein Fahrzeugmodell der Rud. Ley Maschinenfabrik AG in Arnstadt, auf dessen Chassis 1922 nach einem Patent des österreichischen Ingenieurs und Aerodynamikers Paul Jaray das weltweit erste Stromlinienfahrzeug auf wissenschaftlicher Grundlage gebaut wurde.

## Geschichte
Paul Jaray entwickelte ursprünglich in Friedrichshafen Luftschiffe, die er im Windkanal untersuchte. Infolge des Ersten Weltkriegs durften nach dem Versailler Vertrag in Deutschland keine Luftschiffe und Flugzeuge mehr gebaut werden, so dass sich Paul Jaray, wie andere deutsche Flugzeugkonstrukteure auch, dem Fahrzeugbau zuwandte. Für die Entwicklung eines Stromlinienfahrzeuges nahmen Paul Jaray und Wolfgang Klemperer mit Modellen Messungen im Windkanal der Luftschiffbau Zeppelin GmbH vor. Dabei ging es neben Kraftstoffeinsparung und Verbesserung der Fahrleistungen auch um eine Reduzierung der Staubbelastung auf den damals oft noch unbefestigten Straßen. Während Edmund Rumpler seinen 1921 vorgestellten Rumpler-Tropfenwagen anhand zweidimensionaler Betrachtung der Luftströmung konstruierte, vollzog Jaray bereits den Schritt zu einer dreidimensionalen Betrachtungsweise. Jaray meldete seine Erkenntnisse 1921 zum Patent an. Alfred Ley war unter den Automobilbauern der Erste, der das Potential der Entwicklungen von Jaray erkannte und den Mut hatte, diese in die Praxis umzusetzen. Nachdem an einem Holzmodell zunächst Untersuchungen im Windkanal durchgeführt wurden, übergab die Rud. Ley Maschinenfabrik an Jaray ein Chassis des Ley T6, auf dem das Karosseriebauunternehmen Hermann Spohn in Ravensburg die Stromlinienkarosserie aufbaute. Das Fahrzeug wurde am 10. März 1922 fertiggestellt.
In einem Artikel der Zeitschrift Der Motorwagen postulierte Jaray bereits 1922, dass die Betriebsstoffersparnis und die Erhöhung der Leistungsfähigkeit insbesondere den Kleinwagen erst zu dem machten, was er sein solle – ein billiges Verkehrsmittel für jedermann. Ebenso wie in der Architektur und in der Produktgestaltung entwickelte sich im Automobilbau ein neues ästhetisches Verständnis nach dem Prinzip Form follows function. Paul Jaray erklärte, dass die Karosseriegestaltung im Automobilbau eine „Kompromißantwort auf die törichten Fragen der Moden“ sei und rekurrierte auf Zitate von Goethe („Alles Erfinden kann als eine weise Antwort auf eine vernünftige Frage angesehen werden“), Paul Schultze-Naumburg („Von Vollkommenheit der Gestaltung kann man erst dann reden, wenn sämtliche Zwecke zum sichtbaren Ausdruck gelangt sind. Diese Vervollkommenheit deckt sich haarscharf mit unserer Auffassung des Wortes schön“) und dem seinerzeit bekannten Schiffskonstrukteur Oswald Flamm („Höchste Zweckmäßigkeit der Form ist zugleich deren größte Schönheit“).
Auf der Basis der wissenschaftlichen Entwicklung von Paul Jaray folgten 1923 die Automobilfirmen Audi in Zwickau und Dixi in Eisenach dem Beispiel des Ley T6 mit fast identisch aussehenden eigenen Stromlinienfahrzeugen. Ley, Audi und Dixi veranstalteten deutschlandweit gemeinsame Werbefahrten.

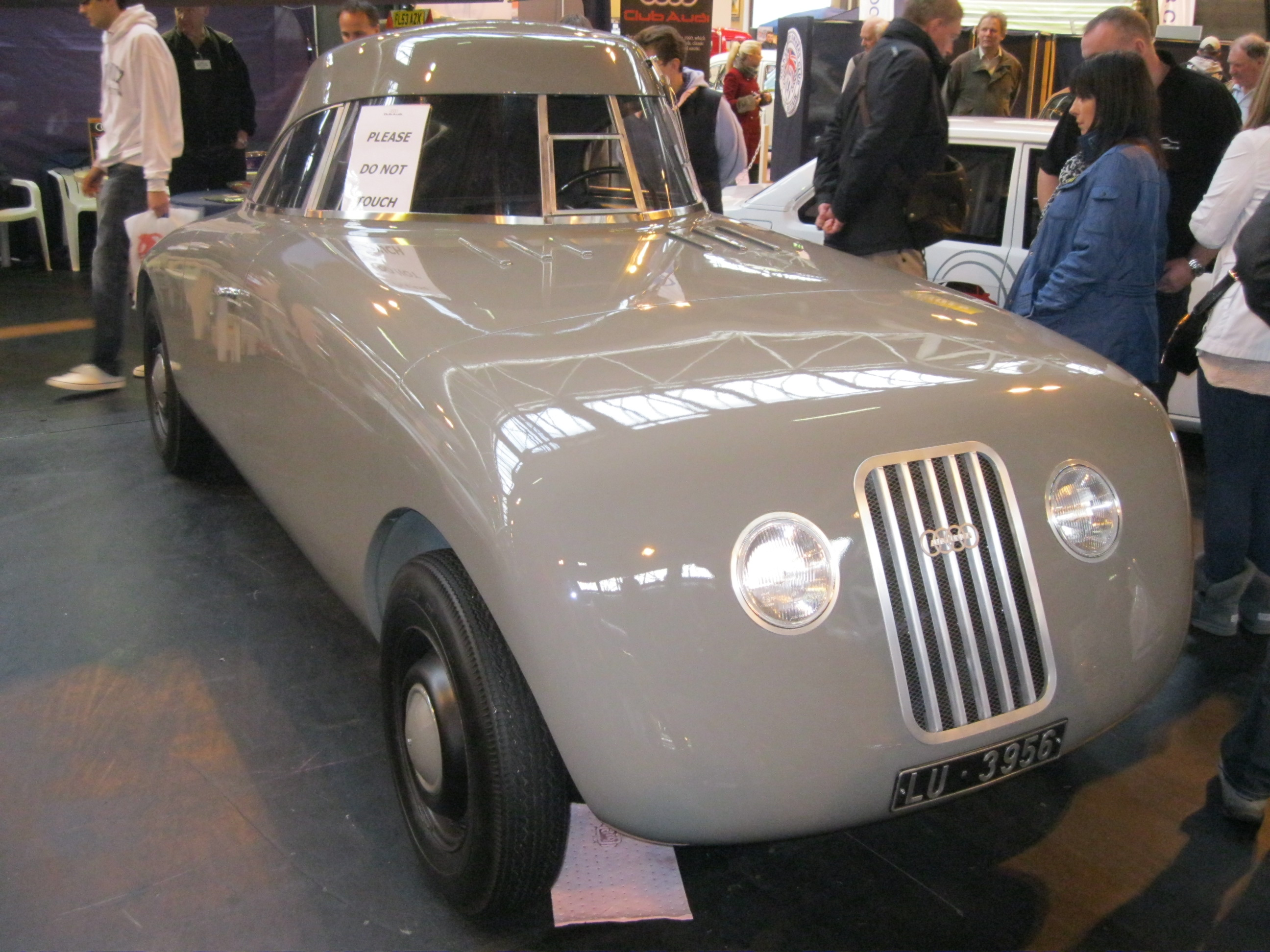
Audi Jaray, Prototyp von 1934

Dem Erfolg aerodynamisch gestalteter Fahrzeuge stand allerdings eine breite Zurückhaltung der Kunden entgegen. Zeitgenössische Kritik beanstandete das „lächerliche“ und gleichartige Aussehen der Fahrzeuge. So wurde der 1934 als Prototyp vorgestellte Audi Jaray als „hässliches Entlein“ verspottet.
Der Einfluss aerodynamischer Gestaltungsprinzipien setzte sich im Automobilbau über Jahrzehnte hinweg nur allmählich durch.
Erst moderne Elektrofahrzeuge und aerodynamisch optimierte Verbrenner erreichen als Serienfahrzeuge heute vergleichbar geringe Luftwiderstandsbeiwerte wie der Jaray-T6 von 1922.

## Technik
Auf dem Fahrgestell des Ley T6 baute das Karosseriebauunternehmen Hermann Spohn in Rippenbauweise ein Gerippe aus Eibenholz auf, das mit fugenlos verschweißtem Blech beplankt wurde. Die Größe der zweitürigen Viersitzer war beträchtlich. Neben der damals üblichen hohen Bodenfreiheit führte der Umstand, dass die Insassen während der Fahrt Hut trugen, zu einer erheblichen Aufbauhöhe der Kabine und damit der Fahrzeuggröße insgesamt. 

Betriebsstoffersparnis durch Stromlinien-Karosserie, Autor: Dipl.-Ing. Alfred Graf von Soden-Fraunhofen, 1922

Der Ley T6 hatte einen Motor mit 1540 cm³, 4 Zylindern und 20 PS. Mit konventioneller Karosserie erreichte das Fahrzeug damit eine Höchstgeschwindigkeit von 70–75 km/h, mit Jaray-Karosserie kam das Fahrzeug auf 105 km/h. Die Zeitschrift Der Motorwagen berichtete 1923 über einen Fahrzeugvergleich der beiden Karosserietypen des Ley T6 auf identischen Fahrgestellen, der auf der Straße von Traßdorf nach Arnstadt stattfand. Die beiden Fahrzeugtypen wurden einem Ausrolltest mit ausgekuppeltem Motor unterzogen, wobei die Jaray-Karosserie wesentlich weiter kam. Es wurden eine Kraftstoffeinsparung von 41 %, eine Leistungssteigerung von 60 % und eine Steigerung der Geschwindigkeit von 40 % ermittelt.
Der Luftwiderstand wurde im Vergleich zu damals üblichen Fahrzeugen um bis zu 75 % reduziert. Der Strömungswiderstandskoeffizient (cw-Wert) des Jaray-T6 wurde mit Werten zwischen 0,22 bis 0,245 ermittelt und liegt damit beim Vergleich von Luftwiderstandsbeiwerten im Bereich aktueller serienmäßiger Elektroautos, die aerodynamisch optimiert sind.

## Sonstiges
Als Rennwagen mit Stromlinien-Karosserie nach Jaray-Patent soll der Ley T6 eine Geschwindigkeit von rund 130 km/h erreicht haben. Beim Pöhlbergrennen 1923 wurde der erste Platz belegt. Der Direktor der Firma Ley Robert Gockenbach errang am 2. September 1923 mit dem Rennwagen  beim Herkules-Bergrennen in Kassel-Wilhelmshöhe den 2. Preis in Klasse II. Am 14. Oktober 1923 kamen bei der klassischen „Rundfahrt um Belzig“ Direktor Robert Gockenbach und Kommerzienrat Alfred Ley mit ihren Stromlinienwagen auf die ersten beiden Plätze.